# 康濯
康濯（1920年—1991年），原名毛季常。笔名水生、宣敏等，男，湖南湘阴人，中国作家，中国作家协会理事、书记处书记。